# ALMAMER Szkoła Wyższa w Warszawie
ALMAMER Szkoła Wyższa z siedzibą w Warszawie – niepubliczna uczelnia w likwidacji, założona przez DrukTur Spółka z o.o. w 1994 roku. Placówka przestała prowadzić działalność dydaktyczną w 2016 roku, a w stan likwidacji została postawiona w 2017 roku.

## Historia uczelni

### Założenie placówki i rozwój
Uczelnia rozpoczęła działalność dydaktyczną 30 września 1994 jako Wyższa Szkoła Ekonomiczna w Warszawie. Na pierwszy rok przyjęto 467 studentów, wykłady prowadziło wówczas 41 nauczycieli akademickich. Pierwsi absolwenci (322 osoby) opuścili uczelnię w 1997. Od 1998 uczelnia otrzymała uprawnienia do kształcenia na poziomie magisterskim na wydziale ekonomicznym, od 2000 także na wydziale turystyki i rekreacji. W 2003 uczelnia otrzymała certyfikat jakości DIN EN ISO 9001:2000.
Korzystając z hossy panującej na rynku edukacji wyższej w Polsce, WSE zainwestowała w 2004 w nowy, większy budynek na warszawskiej Woli.

### Zmiana nazwy
W 2006 władze uczelni zdecydowały o wprowadzeniu nowej nazwy. Nazwa została uzupełniona o wyraz ALMAMER. Pochodzi ono z łacińskiego wyrażenia Alma Mater, które dosłownie znaczy „Matka Karmicielka”. Drugi człon nazwy nawiązuje do założyciela uczelni – dr. Janusza Merskiego. Wraz z nazwą zdecydowano się na zmianę znaku graficznego uczelni. Nowy znak graficzny wykorzystywał gotycką tarczę heraldyczną z XIV wieku, w którą wpisana została pierwsza litera nowej nazwy.
W styczniu 2011 zdecydowano się na kolejną zmianę nazwy uczelni. Zgodnie z decyzją Ministra Nauki i Szkolnictwa Wyższego z dnia 27 stycznia 2011, ALMAMER Wyższa Szkoła Ekonomiczna w Warszawie rozpoczęła procedurę zmiany nazwy na ALMAMER Szkoła Wyższa. Nowa nazwa zaczęła obowiązywać od kwietnia 2011.

### Zakończenie działalności
Wraz ze spadkiem liczby studentów o ponad jedną czwartą, uczelnia zaczęła mieć problemy z utrzymywaniem płynności finansowej, czego skutkiem było zaprzestanie użytkowania części budynków od 2012. Pierwsze dokładniejsze informacje o kłopotach ALMAMERu ujawniono w 2014. Do Ministerstwa Nauki i Szkolnictwa Wyższego wpłynęło wówczas zawiadomienie od jednego z byłych wykładowców. Uczelnia miała być zadłużona na ponad 20 milionów złotych, a także nie płacić terminowo zobowiązań wobec swoich pracowników. Zdaniem rektora uczelni, problemy finansowe wynikały m.in. z niżu demograficznego, kiepskiej sytuacji rynkowej oraz kredytu zainwestowanego w siedzibę instytucji.
ALMAMER de facto zaprzestał działalności w 2016, ale w państwowym rejestrze instytucji szkolnictwa wyższego nadal figurował jako działający. Strona internetowa placówki przestała działać na początku 2017.
Opuszczony budynek nie został prawidłowo zabezpieczony przez władze uczelni. Bez należytej opieki pozostawiono m.in. sprzęt dydaktyczny, wyposażenie sal oraz instalacje elektryczne i grzewcze. Wiele z nich padło łupem złodziei oraz wandali. W salach zamieszkali bezdomni.
W gmachu uczelni pozostała dokumentacja przebiegu studiów byłych studentów (w tym formularze osobowe, indeksy czy prace dyplomowe), a także akta pracownicze, zgromadzone przez ponad dwie dekady działalności placówki. Dokumenty nie były objęte żadną szczególną ochroną przez dostępem dla osób postronnych czy zniszczeniem. W tej sprawie wszczęte zostało dochodzenie przez prokuraturę, a także Generalnego Inspektora Ochrony Danych Osobowych, którego inspektorzy skontrolowali 29 lipca 2017 pomieszczenia ALMAMERu, a także przesłuchali świadków wydarzenia. Po interwencji, dokumenty zostały wywiezione ze zdewastowanego budynku uczelni i umieszczone w miejscu docelowo przeznaczonym do ich przechowywania, a dostęp do nich został ograniczony wyłącznie do wyznaczonych pracowników uczelni.
W dniu 18 listopada 2017 roku Minister Nauki i Szkolnictwa Wyższego wydał decyzję o cofnięciu pozwolenia na utworzenie uczelni dla ALMAMER Szkoły Wyższej z siedzibą w Warszawie. W związku z tym, z mocy prawa, od 20 listopada uczelnia znalazła się w stanie likwidacji.
Pomimo wywiezienia dokumentów, sam budynek nadal pozostawał bez należytego zabezpieczenia. Pod koniec listopada 2017 interwencję podjął burmistrz warszawskiej dzielnicy Wola, na terenie której znajdowała się siedziba uczelni. W piśmie skierowanym do powiatowego inspektora nadzoru budowlanego (PINB) stwierdził m.in., że władze uczelni były zobowiązane do zabezpieczenia budynku w sposób, który uniemożliwi wejście osobom trzecim, a wciąż tego nie zrobiły. Na miejscu nadal mieli przebywać bezdomni, a służby porządkowe odbyły kilkadziesiąt interwencji. Nie było również kontaktu z władzami uczelni. Jako przeszkodę przed zabezpieczeniem niszczejącego gmachu, PINB wskazywał wówczas problem ze wskazaniem podmiotu, który miałby je sfinansować. Ostatecznie, ze względu na istniejące zagrożenie i brak reakcji na korespondencję kierowaną do likwidowanej uczelni, wejścia do budynku zostały zamurowane w grudniu 2017 przez PINB, który będzie próbował odzyskać zwrot kosztów od szkoły.
Wpis do rejestru uczelni niepublicznych i związków uczelni niepublicznych, zmieniający status i nazwę uczelni na będącą w likwidacji, został dokonany 10 stycznia 2018 roku.
Zamurowanie wejść do budynku, którego dokonano w grudniu 2017, okazało się nieskuteczne, a do wnętrza gmachu byłego ALMAMERu nadal dostawały się osoby bezdomne, m.in. poprzez jedno z okien na parterze. Wobec tego, PINB powtórzył prace zabezpieczające w lutym 2018.
W dniu 31 stycznia 2018 Prokuratura Rejonowa Warszawa Wola skierowała do sądu akt oskarżenia przeciwko byłemu rektorowi uczelni, dotyczący przestępstwa z art. 52 ówczesnej ustawy o ochronie danych osobowych, czyli naruszenia obowiązku zabezpieczenia danych, w szczególności przed ich udostępnieniem osobom nieuprawnionym, zabraniem ich przez takie osoby, a także uszkodzeniem oraz zniszczeniem, do którego miało dojść w okresie od stycznia do sierpnia 2017. W nieprawomocnym wyroku z 18 kwietnia 2018, Sąd Rejonowy dla Warszawy-Woli w Warszawie były rektor został uznany winnym i skazany na 4 tys. zł. grzywny. Obrońca oskarżonego złożył sprzeciw od wyroku.
28 czerwca 2018 w opuszczonym gmachu doszło do pożaru. W akcji gaszenia brało udział 5 zastępów Straży Pożarnej. Burmistrz dzielnicy Wola, za przyczynę tego zdarzenia uznał ciągły brak dostatecznych zabezpieczeń i obecność osób postronnych, mimo wniosków kierowanych przez dzielnicę do PINB. Na przełomie lipca i sierpnia 2018 z terenu uczelni usunięto tablicę, upamiętniającą Rzeź Woli, w celu przeniesienia jej w rejon skrzyżowania ulic Anielewicza i Okopowej.
W dniu 20 września 2018 r., Sąd Rejonowy dla Warszawy-Woli zadecydował o umorzeniu postępowania przeciwko byłemu rektorowi z uwagi na zmianę przepisów ochrony danych osobowych. Ustawa o ochronie danych osobowych z 1997 roku, obowiązująca w dniu zarzucanego przestępstwa, została uchylona w związku z zastosowaniem ogólnego rozporządzenia o ochronie danych, co skutkowało depenalizacją naruszenia obowiązku zabezpieczenia danych osobowych w ówczesnym brzmieniu. Decyzja o umorzeniu nie jest prawomocna.

## Wydziały i kierunki kształcenia
Uczelnia oferowała możliwość podjęcia studiów pierwszego stopnia na sześciu kierunkach pierwszego i drugiego stopnia prowadzonych w ramach czterech wydziałów.
- Wydział Ekonomiczny
  - Ekonomia
- Wydział Turystyki i Rekreacji
  - Turystyka i Rekreacja
- Wydział Ochrony Zdrowia
  - Fizjoterapia
  - Kosmetologia
- Wydział Administracji i Politologii
  - Administracja
  - Politologia

Szkoła dawała możliwość podjęcia studiów podyplomowych, m.in.:
- Administracja publiczna a zarządzanie jakością
- Kwalifikacyjne studia pedagogiczne
- Prawo w usługach medycznych
- Rachunkowość
- Dziennikarstwo i rzecznictwo prasowe
- Zarządzanie logistyczne
- Zarządzanie w systemie ochrony zdrowia
- Zarządzanie zasobami ludzkimi.